# محطة قطار شيحاني بشير
محطة شيحاني بشير هي محطة قطار جزائرية تقع في إقليم بلدية شيحاني بولاية الطارف .

## الموقع في السكك الحديدية
تقع المحطة شمال مدينة شيحاني، على الخط الممتد من عنابة إلى جبل العنق. تسبقها محطة الذرعان وتتبعها محطة رقوش أحمد.

## خدمة الركاب

### خدمة
تخدم محطة شيحاني بشير القطارات الإقليمية للاتصالات:
- عنابة – تبسة؛
- عنابة – شيهاني بشير .

### روابط خارجية
- "SNTF". Société nationale des transports ferroviaires (SNTF). مؤرشف من الأصل في 2025-05-31..